# Spinoburmesebuthus pohli
Spinoburmesebuthus
Genre
Espèce
Spinoburmesebuthus pohli, unique représentant du genre Spinoburmesebuthus, est une espèce fossile de scorpions de la famille des Palaeoburmesebuthidae.

## Distribution
Cette espèce a été découverte dans de l'ambre de Birmanie. Elle date du Crétacé.

## Publication originale
- Lourenço & Velten, 2017 : «  One more new genus and species of fossil scorpion from Burmese Cretaceous amber belonging to the family Palaeoburmesebuthidae (Scorpiones). » Arachnida - Rivista Arachnologica Italiana, vol. 3, no 13, p. 2–10.